# Beyond the Wall (film, 2022)
Pour les articles homonymes, voir Beyond The Wall.
Pour plus de détails, voir Fiche technique et Distribution.
Beyond the Wall (شب، داخلی، دیوار, Shab, Dakheli, Divar, littéralement Nuit, Intérieur, Mur) est un film iranien réalisé par Vahid Jalilvand et sorti en 2022.
Il est présenté à la Mostra de Venise 2022.

## Fiche technique
Sauf indication contraire, les informations mentionnées dans cette section peuvent être confirmées par la base de données cinématographiques IMDb,  présente dans la section « Liens externes ».
- Titre original : شب، داخلی، دیوار, Shab, Dakheli, Divar
- Titre français : Beyond the Wall
- Réalisation et scénario : Vahid Jalilvand
- Pays de production :  Iran
- Format : Couleurs
- Genre : drame
- Durée : 126 minutes
- Date de sortie :
  - Italie : 8 septembre 2022 (Mostra de Venise 2022)

## Distribution
- Navid Mohammadzadeh : Ali
- Dayana Habibi : Leila
- Amir Aghaei :
- Saeed Dakh :
- Danial Kheirikhah

## Distinction

### Sélection
- Mostra de Venise 2022 : sélection officielle